# 시고넬라 해군 비행장
시고넬라 해군 비행장(-海軍飛行場, 영어: Naval Air Station Sigonella) 또는 시고넬라 NATO 기지(영어: NATO Base Sigonella)는 이탈리아 시칠리아 섬에 위치한 미국 해군 항공대의 군용 비행장과 이탈리아 공군 제41대잠연대과 NATO의 기지이다.

## 리비아
미국 시고넬라 해군항공기지에서 이륙한 MQ-1 프레데터 무인기가 카다피가 사망한 시르테에서의 작전에 투입되었다. MQ-1 프레데터의 항속거리는 1,100 km이다. 시고넬라에서 카다피의 고향 시르테까지는 708 km 거리이다.

## 글로벌 호크
2012년 5월 20일, 시카고에서 열린 NATO 정상회담 첫날 미국 노드롭 그루먼사의 고고도 무인 정찰기인 글로벌호크 5대를 17억달러에 사들이는 계약에 서명했다. RQ-4 글로벌 호크 블록 40 버전으로, 향후 20년 간 운영유지비로 20억 달러가 추가로 투입될 것이다.
28개 나토회원국중 13개국이 글로벌호크 획득 비용을 분담하고 있는데 불가리아,체코공화국,독일,이탈리아,노르웨이,룩셈부르크,미국,슬로베니아,라트비아,슬로바이카,불가리아 등이다.
노드롭 그루먼은 나토 AGS 사업의 주계약자가 돼 글로벌 호크 기체와 지상 감시장비를 포함한 다양한 탑재물을 제작하며, 유럽업계는 지상 지원기지국을 제작한다. AGS의 운용 주 기지는 이탈리아 시칠리섬의 나토 기지가 될 것으로 전해졌다. 이곳은 미 공군의 글로벌호크와 미 해군의 광역해양정찰무인항공기(BAMS UAV)의 기지로 쓰이고 있다. BAMS UAV는 노스럽 그러먼 MQ-4C 트리톤이라고 한다.